# Liste der Baudenkmale in Hessisch Oldendorf
In der Liste der Baudenkmale in Hessisch Oldendorf sind die Baudenkmale der niedersächsischen Stadt Hessisch Oldendorf und ihrer Ortsteile aufgelistet. Quelle ist zumeist der Denkmalatlas Niedersachsen.

## Baudenkmale in den Ortsteilen

### Barksen
In Barksen gibt es diese Baudenkmale.
| Lage                                            | Bezeichnung | Beschreibung | ID       | Bild |
| ----------------------------------------------- | ----------- | ------------ | -------- | ---- |
| Hohensteinstraße 27 52° 10′ 55″ N, 9° 16′ 35″ O | Wohnhaus    |              | 31321903 | BW   |

### Bensen
In Bensen gibt es diese Baudenkmale.
| Lage                                            | Bezeichnung              | Beschreibung | ID       | Bild |
| ----------------------------------------------- | ------------------------ | ------------ | -------- | ---- |
| Bennostraße 52° 10′ 17″ N, 9° 19′ 36″ O         | Kriegsmahnmal            |              | 31321925 | BW   |
| Hohle Straße 4 52° 10′ 29″ N, 9° 19′ 41″ O      | Wohn-/Wirtschaftsgebäude |              | 31321962 | BW   |
| Osterbeeke 6 52° 10′ 24″ N, 9° 19′ 45″ O        | Wohn-/Wirtschaftsgebäude |              | 31321983 | BW   |
| Über den Höfen 2 52° 10′ 19″ N, 9° 19′ 30″ O    | Wohnhaus                 |              | 31322004 | BW   |
| Über den Höfen 28 a 52° 10′ 32″ N, 9° 19′ 42″ O | Wohn-/Wirtschaftsgebäude |              | 31322025 | BW   |
| Windfeder 10 52° 10′ 32″ N, 9° 19′ 44″ O        | Wohn-/Wirtschaftsgebäude |              | 31322046 | BW   |

### Fischbeck
In Fischbeck gibt es diese Baudenkmale.
| Lage                                                | Bezeichnung                                                           | Beschreibung                      | ID       | Bild           |
| --------------------------------------------------- | --------------------------------------------------------------------- | --------------------------------- | -------- | -------------- |
| Am Nährenbach 52° 8′ 35″ N, 9° 18′ 3″ O             | Hofanlage Nährenbach 6                                                | Baudenkmalgruppe                  | 31305912 | BW             |
| Am Nährenbach 6 52° 8′ 35″ N, 9° 18′ 1″ O           | Scheune. (Baudenkmalgruppe: Hofanlage Nährenbach 6)                   |                                   | 31322067 | BW             |
| Am Nährenbach 8 52° 8′ 36″ N, 9° 18′ 3″ O           | Scheune. (Baudenkmalgruppe: Hofanlage Nährenbach 6)                   |                                   | 31322111 | BW             |
| Am Nährenbach 8 52° 8′ 36″ N, 9° 18′ 3″ O           | Wohn-/Wirtschaftsgebäude. (Baudenkmalgruppe: Hofanlage Nährenbach 6)  |                                   | 31322088 | BW             |
| Am Schmäling 1 52° 8′ 40″ N, 9° 17′ 50″ O           | Wohnhaus                                                              |                                   | 31322131 | BW             |
| Auf dem Harze 3 52° 8′ 43″ N, 9° 18′ 4″ O           | Wohnhaus                                                              |                                   | 31322153 | BW             |
| Auf dem Harze 4 52° 8′ 44″ N, 9° 18′ 9″ O           | Wohn-/Wirtschaftsgebäude                                              |                                   | 31322174 | BW             |
| Dammstraße 19 52° 8′ 41″ N, 9° 18′ 2″ O             | Wohn-/Wirtschaftsgebäude                                              | Süntel-Apotheke                   | 31322216 | BW             |
| Höfinger Straße 2 52° 8′ 42″ N, 9° 18′ 6″ O         | Mühlengebäude                                                         |                                   | 31322307 | BW             |
| Lachemer Straße/Friedhof 52° 8′ 32″ N, 9° 17′ 38″ O | Ehrenmal                                                              |                                   | 31322572 | BW             |
| Schmiedestraße 1 52° 8′ 38″ N, 9° 18′ 7″ O          | Schmiede                                                              |                                   | 31322631 | BW             |
| Stiftstraße 1 52° 8′ 37″ N, 9° 17′ 49″ O            | Hofanlage Lachemer Straße 2/4                                         | Baudenkmalgruppe                  | 31305923 | BW             |
| Lachemer Straße 2 52° 8′ 36″ N, 9° 17′ 51″ O        | Wohnhaus. (Baudenkmalgruppe: Hofanlage Lachemer Straße 2/4)           |                                   | 31322349 | BW             |
| Lachemer Straße 2 52° 8′ 37″ N, 9° 17′ 50″ O        | Wirtschaftsgebäude. (Baudenkmalgruppe: Hofanlage Lachemer Straße 2/4) |                                   | 31322370 | BW             |
| Lachemer Straße 4 52° 8′ 35″ N, 9° 17′ 50″ O        | Wohnhaus. (Baudenkmalgruppe: Hofanlage Lachemer Straße 2/4)           |                                   | 31322411 | BW             |
| Lachemer Straße 4 52° 8′ 36″ N, 9° 17′ 50″ O        | Scheune. (Baudenkmalgruppe: Hofanlage Lachemer Straße 2/4)            |                                   | 31322431 | BW             |
| Sommerweg 1 52° 8′ 34″ N, 9° 18′ 0″ O               | Hofanlage Sommerweg 1                                                 | Baudenkmalgruppe                  | 31305934 | BW             |
| Sommerweg 1 52° 8′ 33″ N, 9° 18′ 0″ O               | Scheune/Stall. (Baudenkmalgruppe: Hofanlage Sommerweg 1)              |                                   | 31322673 | BW             |
| Sommerweg 1 52° 8′ 33″ N, 9° 17′ 59″ O              | Wohnhaus. (Baudenkmalgruppe: Hofanlage Sommerweg 1)                   |                                   | 31322652 | BW             |
| Stiftstraße 1 52° 8′ 31″ N, 9° 17′ 56″ O            | Hofanlage Stiftstraße 1                                               | Baudenkmalgruppe                  | 31305901 | BW             |
| Stiftstraße 1 52° 8′ 30″ N, 9° 17′ 58″ O            | Scheune. (Baudenkmalgruppe: Hofanlage Stiftstraße 1)                  |                                   | 31323019 | BW             |
| Stiftstraße 1 52° 8′ 32″ N, 9° 17′ 56″ O            | Stall. (Baudenkmalgruppe: Hofanlage Stiftstraße 1)                    |                                   | 31322980 | BW             |
| Stiftstraße 1 52° 8′ 32″ N, 9° 17′ 56″ O            | Verbindungsbau. (Baudenkmalgruppe: Hofanlage Stiftstraße 1)           |                                   | 31323000 | BW             |
| Stiftstraße 1 52° 8′ 32″ N, 9° 17′ 56″ O            | Wohnhaus. (Baudenkmalgruppe: Hofanlage Stiftstraße 1)                 |                                   | 31322956 | BW             |
| Zentralstraße 8 52° 8′ 35″ N, 9° 18′ 6″ O           | Wohnhaus                                                              |                                   | 31323055 | BW             |
| Stift 52° 8′ 30″ N, 9° 17′ 49″ O                    | Stift Fischbeck                                                       | Baudenkmalgruppe, Stift           | 31305945 | Weitere Bilder |
| Stift 52° 8′ 31″ N, 9° 17′ 44″ O                    | Mauer. (Baudenkmalgruppe: Stift Fischbeck)                            | Außenmauern                       | 31322808 |                |
| Helmburgisplatz 2 52° 8′ 32″ N, 9° 17′ 54″ O        | Schule. (Baudenkmalgruppe: Stift Fischbeck)                           |                                   | 31322240 | BW             |
| Helmburgisplatz 4 52° 8′ 33″ N, 9° 17′ 53″ O        | Wohn-/Geschäftshaus. (Baudenkmalgruppe: Stift Fischbeck)              |                                   | 31322263 | BW             |
| Helmburgisplatz 6 52° 8′ 34″ N, 9° 17′ 51″ O        | Pfarrhaus. (Baudenkmalgruppe: Stift Fischbeck)                        | Wohnhaus und Pfarramt             | 31322284 | BW             |
| Im Stift 1 52° 8′ 29″ N, 9° 17′ 54″ O               | Wohnhaus. (Baudenkmalgruppe: Stift Fischbeck)                         | Pächterwohnhaus                   | 31322743 | BW             |
| Im Stift 2 52° 8′ 31″ N, 9° 17′ 54″ O               | Wohnhaus. (Baudenkmalgruppe: Stift Fischbeck)                         | Mühlenwohnhaus                    | 31322722 | BW             |
| Im Stift 3a/3b/3c 52° 8′ 31″ N, 9° 17′ 54″ O        | Stiftsgebäude. (Baudenkmalgruppe: Stift Fischbeck)                    | Stift Fischbeck (Buschehaus)      | 31327601 |                |
| Im Stift 4/4a/4b/8/10 52° 8′ 31″ N, 9° 17′ 51″ O    | Stiftsgebäude. (Baudenkmalgruppe: Stift Fischbeck)                    | Stift Fischbeck                   | 31327662 | BW             |
| Im Stift 5 52° 8′ 31″ N, 9° 17′ 52″ O               | Stiftsgebäude. (Baudenkmalgruppe: Stift Fischbeck)                    | Stift Fischbeck (Arenstaedhaus)   | 31327576 |                |
| Im Stift 6/6a/6b 52° 8′ 30″ N, 9° 17′ 51″ O         | Stiftsgebäude. (Baudenkmalgruppe: Stift Fischbeck)                    | Stift Fischbeck (Abtei)           | 31327488 |                |
| Im Stift 7 52° 8′ 30″ N, 9° 17′ 50″ O               | Stiftsgebäude. (Baudenkmalgruppe: Stift Fischbeck)                    | Stift Fischbeck (Kerssenbrockbau) | 31327513 |                |
| Im Stift 9 52° 8′ 31″ N, 9° 17′ 49″ O               | Stiftsgebäude. (Baudenkmalgruppe: Stift Fischbeck)                    | Stift Fischbeck (Rottorphaus)     | 31327551 |                |
| Im Stift 11 52° 8′ 32″ N, 9° 17′ 49″ O              | Stiftsgebäude. (Baudenkmalgruppe: Stift Fischbeck)                    | Stift Fischbeck (Hallermundhaus)  | 31327532 | BW             |
| Im Stift 12 52° 8′ 32″ N, 9° 17′ 52″ O              | Kirche (Bauwerk). (Baudenkmalgruppe: Stift Fischbeck)                 | Stiftskirche St. Johannis         | 31322694 |                |
| Im Stift 52° 8′ 30″ N, 9° 17′ 46″ O                 | Garten. (Baudenkmalgruppe: Stift Fischbeck)                           |                                   | 31327620 |                |
| Im Stift 52° 8′ 30″ N, 9° 17′ 48″ O                 | Mauer. (Baudenkmalgruppe: Stift Fischbeck)                            | im Garten                         | 31322785 | BW             |
| Stift 52° 8′ 29″ N, 9° 17′ 45″ O                    | Scheune. (Baudenkmalgruppe: Stift Fischbeck)                          |                                   | 31322914 | BW             |
| Stift 52° 8′ 28″ N, 9° 17′ 47″ O                    | Stall. (Baudenkmalgruppe: Stift Fischbeck)                            | Schafstall                        | 31322827 | BW             |
| Stift 52° 8′ 27″ N, 9° 17′ 49″ O                    | Scheune. (Baudenkmalgruppe: Stift Fischbeck)                          |                                   | 31322891 | BW             |
| Stift 52° 8′ 27″ N, 9° 17′ 51″ O                    | Wohnhaus. (Baudenkmalgruppe: Stift Fischbeck)                         | Landarbeiterwohnhaus              | 31322935 | BW             |
| Stift 52° 8′ 28″ N, 9° 17′ 52″ O                    | Stall. (Baudenkmalgruppe: Stift Fischbeck)                            | Kuhstall                          | 31322870 | BW             |
| Stift 52° 8′ 28″ N, 9° 17′ 51″ O                    | Stall. (Baudenkmalgruppe: Stift Fischbeck)                            | Pferdestall                       | 31322849 | BW             |
| Stift 52° 8′ 29″ N, 9° 17′ 49″ O                    | Stall. (Baudenkmalgruppe: Stift Fischbeck)                            |                                   | 31322764 | BW             |
| Lachemer Straße 1 52° 8′ 34″ N, 9° 17′ 50″ O        | Wohnhaus. (Baudenkmalgruppe: Stift Fischbeck)                         |                                   | 31322328 | BW             |
| Lachemer Straße 3 52° 8′ 34″ N, 9° 17′ 50″ O        | Wohnhaus. (Baudenkmalgruppe: Stift Fischbeck)                         |                                   | 31322391 | BW             |
| Lachemer Straße 5 52° 8′ 34″ N, 9° 17′ 49″ O        | Wohnhaus. (Baudenkmalgruppe: Stift Fischbeck)                         |                                   | 31322451 | BW             |
| Lachemer Straße 7 52° 8′ 34″ N, 9° 17′ 49″ O        | Wohnhaus. (Baudenkmalgruppe: Stift Fischbeck)                         |                                   | 31322471 | BW             |
| Lachemer Straße 11 52° 8′ 33″ N, 9° 17′ 48″ O       | Wohnhaus. (Baudenkmalgruppe: Stift Fischbeck)                         |                                   | 31322510 | BW             |
| Lachemer Straße 13 52° 8′ 33″ N, 9° 17′ 48″ O       | Wohnhaus. (Baudenkmalgruppe: Stift Fischbeck)                         |                                   | 31322530 | BW             |
| Lachemer Straße 15 52° 8′ 33″ N, 9° 17′ 48″ O       | Wohnhaus. (Baudenkmalgruppe: Stift Fischbeck)                         | ehemaliges Kantorhaus             | 31322551 | BW             |

### Friedrichsburg
In Friedrichsburg gibt es diese Baudenkmale.
| Lage                                                  | Bezeichnung              | Beschreibung        | ID       | Bild |
| ----------------------------------------------------- | ------------------------ | ------------------- | -------- | ---- |
| Friedrichsburger Straße 7 52° 8′ 8″ N, 9° 10′ 58″ O   | Wohn-/Wirtschaftsgebäude | Ehemalige Leibzucht | 31323076 | BW   |
| Friedrichsburger Straße 86 52° 8′ 25″ N, 9° 10′ 24″ O | Wohn-/Wirtschaftsgebäude |                     | 31323097 | BW   |

### Friedrichshagen
In Friedrichshagen sind keine Baudenkmale bekannt.

### Fuhlen
In Fuhlen gibt es diese Baudenkmale.
| Lage                                                               | Bezeichnung                                                              | Beschreibung         | ID       | Bild |
| ------------------------------------------------------------------ | ------------------------------------------------------------------------ | -------------------- | -------- | ---- |
| Auf den Dornen 6 52° 9′ 21″ N, 9° 14′ 48″ O                        | Wohn-/Wirtschaftsgebäude                                                 |                      | 31323139 | BW   |
| Obere Brückenstraße 24 52° 9′ 3″ N, 9° 14′ 20″ O                   | Wohnhaus                                                                 | ehemalige Leibzucht  | 31323179 | BW   |
| Streekenweg 52° 9′ 8″ N, 9° 14′ 24″ O                              | Kirche mit Kirchhof                                                      | Baudenkmalgruppe     | 31305972 | BW   |
| Streekenweg 52° 9′ 8″ N, 9° 14′ 24″ O                              | Kirche (Bauwerk). (Baudenkmalgruppe: Kirche mit Kirchhof)                |                      | 31323201 |      |
| Streekenweg 52° 9′ 8″ N, 9° 14′ 24″ O                              | Kirchhof. (Baudenkmalgruppe: Kirche mit Kirchhof)                        |                      | 31323225 | BW   |
| Untere Brückenstraße 52° 9′ 9″ N, 9° 14′ 34″ O                     | Untere Brückenstraße 8, 10                                               | Baudenkmalgruppe     | 31305962 | BW   |
| Untere Brückenstraße 10 52° 9′ 9″ N, 9° 14′ 33″ O                  | Scheune. (Baudenkmalgruppe: Untere Brückenstraße 8, 10)                  |                      | 31323287 | BW   |
| Untere Brückenstraße 10 52° 9′ 9″ N, 9° 14′ 33″ O                  | Wohn-/Wirtschaftsgebäude. (Baudenkmalgruppe: Untere Brückenstraße 8, 10) |                      | 31323266 | BW   |
| Untere Brückenstraße 8 52° 9′ 9″ N, 9° 14′ 35″ O                   | Wohn-/Wirtschaftsgebäude. (Baudenkmalgruppe: Untere Brückenstraße 8, 10) |                      | 31323244 | BW   |
| Untere Brückenstraße (L 434, km 13,680) 52° 9′ 29″ N, 9° 14′ 56″ O | Brücke (Bauwerk)                                                         | Brücke über WL Weser | 31323158 |      |

### Großenwieden
In Großenwieden gibt es diese Baudenkmale.
| Lage                                          | Bezeichnung                                            | Beschreibung | ID       | Bild |
| --------------------------------------------- | ------------------------------------------------------ | --- | -------- | ---- |
| Am Steinbrink 5 52° 10′ 16″ N, 9° 11′ 31″ O   | Scheune                                                | Fachwerkbau mit mittiger Längsdurchfahrt. Baujahr 1859. | 31323308 | BW   |
| Blumenstraße 1 52° 10′ 24″ N, 9° 11′ 29″ O    | Pfarrhaus                                              | Der Wirtschaftsteil ist ein eingeschossiger Vierständerbau, Baujahr 1775. Der zweistöckige, verkleidete Wohnteil wurde im 19. Jahrhundert gebaut.                                                            | 31323329 | BW   |
| Blumenstraße 2 52° 10′ 23″ N, 9° 11′ 31″ O    | Wohn/Geschäftshaus                                     | Der zweigeschossige Ziegelbau ist ein Eckbau mit gut gegliederter Fassade zur Hauptstraße in guter zeitüblicher Gestaltung der Bauzeit um 1900                                                               | 31323350 | BW   |
| Hauptstraße 52° 10′ 22″ N, 9° 11′ 33″ O       | Kriegsmahnmal                                          | Obelisk mit Adler auf Sockel. Errichtet zum Gedenken an den deutsch-französischen Krieg 1870/71. | 31323372 | BW   |
| Hauptstraße 52° 10′ 22″ N, 9° 11′ 34″ O       | evangelische Kirche                                    | Gotische Hallenkirche in Bruchsteinmauerwerk. Erbaut im 13. Jahrhundert wurden ursprünglich nur die beiden westlichen Gewölbe; Turm und Chorraum entstanden später, die angebaute Sakristei stammt von 1481. | 31323391 |      |
| Hauptstraße 31 52° 10′ 20″ N, 9° 11′ 35″ O    | Wohn/Wirtschaftsgebäude                                | Eingeschossiger Fachwerkbau in Vierständerbauweise. Erbaut 1775. | 31323431 | BW   |
| Hauptstraße 55 52° 10′ 28″ N, 9° 11′ 19″ O    | Hofanlage Hauptstraße 55                               | Baudenkmalgruppe | 31305711 | BW   |
| Hauptstraße 55 52° 10′ 27″ N, 9° 11′ 19″ O    | Wohnhaus. (Baudenkmalgruppe: Hofanlage Hauptstraße 55) | Stattlicher zweigeschossiger Fachwerkbau mit Längsdurchweg. Erbaut in der zweiten Hälfte des 17. Jahrhunderts.                                                                                               | 31323452 | BW   |
| Hauptstraße 55 52° 10′ 28″ N, 9° 11′ 20″ O    | Scheune. (Baudenkmalgruppe: Hofanlage Hauptstraße 55)  | Fachwerkbau mit seitlicher Längsdurchfahrt. Erbaut Mitte des 19. Jahrhunderts. | 31323478 | BW   |
| Hintere Straße 22 52° 10′ 25″ N, 9° 11′ 29″ O | Wohn/Wirtschaftsgebäude                                | Eingeschossiger Fachwerkbau in Vierständerbauweise. Erbaut in der ersten Hälfte des 19. Jahrhunderts. | 31323520 | BW   |
| Hintere Straße 22 52° 10′ 25″ N, 9° 11′ 30″ O | Scheune                                                | in der Blickachse stehender Fachwerkbau mit seitlicher Längsdurchfahrt. Erbaut in der zweiten Hälfte des 19. Jahrhunderts.                                                                                   | 31323541 | BW   |
| Obernhagen 8 52° 10′ 18″ N, 9° 11′ 35″ O      | Wohn/Wirtschaftsgebäude                                | Zweigeschossiger Fachwerkbau in Vierständerbauweise. Erbaut 1817. | 31323562 | BW   |
| Obernhagen 15 52° 10′ 13″ N, 9° 11′ 38″ O     | Wohn/Wirtschaftsgebäude                                | Zweigeschossiger Fachwerkbau in Vierständerbauweise, alle Seiten verkleidet, Diele in voller Höhe erhalten, Deckenbalken in den Seitenschiffen erhalten. Baujahr 1872.                                       | 31327824 | BW   |

### Haddessen
In Haddessen gibt es diese Baudenkmale.
| Lage                                        | Bezeichnung                                                           | Beschreibung     | ID       | Bild |
| ------------------------------------------- | --------------------------------------------------------------------- | ---------------- | -------- | ---- |
| Hannebreite 8 52° 10′ 16″ N, 9° 20′ 43″ O   | Hofanlage Hannebreite 8                                               | Baudenkmalgruppe | 31305766 | BW   |
| Hannebreite 8 52° 10′ 16″ N, 9° 20′ 43″ O   | Scheune. (Baudenkmalgruppe: Hofanlage Hannebreite 8)                  |                  | 31323603 | BW   |
| Hannebreite 8 52° 10′ 16″ N, 9° 20′ 44″ O   | Wohn-/Wirtschaftsgebäude. (Baudenkmalgruppe: Hofanlage Hannebreite 8) |                  | 31323583 | BW   |
| Pötzer Straße 4 52° 10′ 8″ N, 9° 20′ 42″ O  | Schule                                                                |                  | 31323623 | BW   |
| Süntelstraße 22 52° 10′ 12″ N, 9° 20′ 47″ O | Hofanlage Süntelstraße 22                                             | Baudenkmalgruppe | 31305777 | BW   |
| Süntelstraße 22 52° 10′ 12″ N, 9° 20′ 46″ O | Scheune. (Baudenkmalgruppe: Hofanlage Süntelstraße 22)                |                  | 31323666 | BW   |
| Süntelstraße 22 52° 10′ 12″ N, 9° 20′ 48″ O | Wirtschaftsgebäude. (Baudenkmalgruppe: Hofanlage Süntelstraße 22)     |                  | 31323686 | BW   |
| Süntelstraße 22 52° 10′ 13″ N, 9° 20′ 49″ O | Wohnhaus. (Baudenkmalgruppe: Hofanlage Süntelstraße 22)               |                  | 31323644 | BW   |
| Süntelstraße 53 52° 10′ 18″ N, 9° 21′ 5″ O  | Wohn-/Wirtschaftsgebäude                                              |                  | 31323706 | BW   |

### Hemeringen
In Hemeringen gibt es diese Baudenkmale.
| Lage                                                   | Bezeichnung                                                             | Beschreibung          | ID       | Bild |
| ------------------------------------------------------ | ----------------------------------------------------------------------- | --------------------- | -------- | ---- |
| Hamelner Straße 52° 8′ 0″ N, 9° 14′ 56″ O              | Straßenbrücke                                                           |                       | 31323810 | BW   |
| Hamelner Straße 32 52° 7′ 59″ N, 9° 14′ 55″ O          | Wohnhaus                                                                |                       | 31327902 | BW   |
| Hemeringer Straße 5 52° 7′ 55″ N, 9° 14′ 51″ O         | Scheune                                                                 |                       | 31323892 | BW   |
| Hemeringer Straße 14 52° 7′ 53″ N, 9° 14′ 49″ O        | Wohn-/Wirtschaftsgebäude                                                |                       | 31323955 |      |
| Hemeringer Straße 13 a 52° 7′ 52″ N, 9° 14′ 52″ O      | Wohnhaus                                                                | ehemalige Leibzucht   | 31323934 | BW   |
| Kirchstraße 18 52° 7′ 48″ N, 9° 14′ 45″ O              | Wohn-/Wirtschaftsgebäude                                                |                       | 31324125 | BW   |
| Kirchstr. 30 52° 7′ 43″ N, 9° 14′ 42″ O                | Kirche mit Kirchhof, Kirchstr. 30                                       | Baudenkmalgruppe      | 31306015 |      |
| Kirchstr. 30 52° 7′ 44″ N, 9° 14′ 42″ O                | Kirche (Bauwerk). (Baudenkmalgruppe: Kirche mit Kirchhof, Kirchstr. 30) |                       | 31324146 | BW   |
| Kirchstr. 30 52° 7′ 43″ N, 9° 14′ 42″ O                | Kirchhof. (Baudenkmalgruppe: Kirche mit Kirchhof, Kirchstr. 30)         |                       | 31324169 | BW   |
| Kirchstraße 30 52° 7′ 44″ N, 9° 14′ 39″ O              | Grabstelle                                                              | Friedrich Meyer       | 31327800 | BW   |
| Hemeringer Straße 52° 7′ 42″ N, 9° 14′ 46″ O           | Ehrenmal                                                                |                       | 31323831 |      |
| Hemeringer Straße 59 52° 7′ 36″ N, 9° 14′ 41″ O        | Wohn-/Wirtschaftsgebäude                                                |                       | 31324018 | BW   |
| Hemeringer Straße 74 52° 7′ 37″ N, 9° 14′ 34″ O        | Hemeringer Straße 74                                                    | Baudenkmalgruppe      | 31306025 | BW   |
| Hemeringer Straße 74 52° 7′ 38″ N, 9° 14′ 34″ O        | Scheune. (Baudenkmalgruppe: Hemeringer Straße 74)                       |                       | 31324060 | BW   |
| Hemeringer Straße 74 52° 7′ 38″ N, 9° 14′ 35″ O        | Wohnhaus. (Baudenkmalgruppe: Hemeringer Straße 74)                      |                       | 31324039 | BW   |
| Hemeringer Straße 74 52° 7′ 37″ N, 9° 14′ 35″ O        | Wasserpumpe. (Baudenkmalgruppe: Hemeringer Straße 74)                   |                       | 31324081 | BW   |
| Hemeringer Straße 74 52° 7′ 37″ N, 9° 14′ 35″ O        | Torpfeiler. (Baudenkmalgruppe: Hemeringer Straße 74)                    |                       | 31324104 | BW   |
| Hemeringer Straße 52° 7′ 33″ N, 9° 14′ 29″ O           | Jüdischer Friedhof, Hemeringer Str.                                     | Baudenkmalgruppe      | 31306035 | BW   |
| Hemeringer Straße 74 52° 7′ 33″ N, 9° 14′ 29″ O        | Friedhof. (Baudenkmalgruppe: Jüdischer Friedhof, Hemeringer Str.)       | Jüdischer Friedhof    | 31323850 | BW   |
| Friedrichshagener Straße 15 52° 7′ 37″ N, 9° 14′ 25″ O | Wohnhaus                                                                | ehemalige Obere Mühle | 31323789 | BW   |
| Forsthofstraße 3 52° 7′ 19″ N, 9° 13′ 44″ O            | Ehemaliger Forsthof, Forsthofstraße 3                                   | Baudenkmalgruppe      | 31306046 | BW   |
| Forsthofstraße 3 52° 7′ 19″ N, 9° 13′ 43″ O            | Scheune. (Baudenkmalgruppe: Ehemaliger Forsthof)                        |                       | 31323768 | BW   |
| Forsthofstraße 3 52° 7′ 19″ N, 9° 13′ 45″ O            | Forsthaus. (Baudenkmalgruppe: Ehemaliger Forsthof)                      |                       | 31323727 | BW   |
| Forsthofstraße 3 52° 7′ 19″ N, 9° 13′ 46″ O            | Laube. (Baudenkmalgruppe: Ehemaliger Forsthof)                          | Hainbuchenlaube       | 31323749 | BW   |
| Im Wiesengrund 17 52° 6′ 51″ N, 9° 12′ 34″ O           | Teile einer Hofanlage, Wiesengrund 17                                   | Baudenkmalgruppe      | 31306057 | BW   |
| Im Wiesengrund 17 52° 6′ 52″ N, 9° 12′ 35″ O           | Wohnhaus. (Baudenkmalgruppe: Wiesengrund 17)                            |                       | 31326885 | BW   |
| Im Wiesengrund 17 52° 6′ 51″ N, 9° 12′ 35″ O           | Backhaus. (Baudenkmalgruppe: Wiesengrund 17)                            |                       | 31326907 | BW   |

### Hessisch Oldendorf
| Lage                                                                 | Bezeichnung                                                      | Beschreibung | ID       | Bild           |
| -------------------------------------------------------------------- | ---------------------------------------------------------------- | --- | -------- | -------------- |
| Bahnhofsallee 4 52° 10′ 6″ N, 9° 14′ 32″ O                           | Wohnhaus                                                         | | 31327764 |                |
| Barksener Weg/Schützenplatz 52° 10′ 18″ N, 9° 15′ 17″ O              | Ehrenmal                                                         | | 31324425 |                |
| Hellenweg 52° 10′ 11″ N, 9° 15′ 33″ O                                | Jüdischer Friedhof, Bollwegstrift                                | Baudenkmalgruppe | 31305890 |                |
| Hellenweg 52° 10′ 11″ N, 9° 15′ 33″ O                                | Friedhof. (Baudenkmalgruppe: Jüdischer Friedhof)                 | | 31324444 |                |
| Kirchplatz 52° 10′ 5″ N, 9° 14′ 55″ O                                | evangelische Stadtkirche St. Maria                               | Dreischiffige Hallenkirche mit Dach aus Sollingplatten, rechteckigem Chor und Westturm. Im 1. Viertel des 14. Jahrhunderts bezeugt, wohl gegen Ende des 14. oder Anfang des 15. Jahrhunderts erbaut. 1886 restauriert, dabei das Fenstermaßwerk ersetzt.                                                                      | 31324465 |                |
| Kirchplatz 52° 10′ 4″ N, 9° 14′ 54″ O                                | Ehemalige Schule, Kirchplatz 2, 3                                | Baudenkmalgruppe | 31305845 | BW             |
| Kirchplatz 2 52° 10′ 4″ N, 9° 14′ 54″ O                              | Schule. (Baudenkmalgruppe: Ehemalige Schule)                     | | 31324486 |                |
| Kirchplatz 3 52° 10′ 4″ N, 9° 14′ 53″ O                              | Schule. (Baudenkmalgruppe: Ehemalige Schule)                     | | 31324508 |                |
| Kirchplatz 4 52° 10′ 5″ N, 9° 14′ 52″ O                              | Amtsgericht                                                      | | 31324529 |                |
| Kirchplatz 5 52° 10′ 6″ N, 9° 14′ 53″ O                              | Ehemaliges Armenhaus                                             | Zweigeschossiger Ständerbau, 1779 als Armenhaus errichtet | 31324550 |                |
| Lange Straße 9 52° 10′ 8″ N, 9° 14′ 39″ O                            | Wohnhaus                                                         | Rohziegelbau mit übergiebeltem Mittelteil, erbaut 1880/90 | 31324593 |                |
| Lange Straße 60 52° 10′ 7″ N, 9° 14′ 54″ O                           | Ratsstuben                                                       | Der mit Fächerrosetten und geschnitzten Füllbrettern versehene Bau ist am Giebel „1576“ bezeichnet. Der utluchtartige Vorbau wurde erst 1709 hinzugefügt. Hinter dem Haus befinden sich die Reste eines angeblich noch aus der Spätgotik stammenden Steinwerkes.                                                              | 31324629 |                |
| Lange Straße 62 52° 10′ 7″ N, 9° 14′ 54″ O                           | Traufenhaus                                                      | Um 1550 entstandenes Fachwerk-Traufenhaus mit seitlicher Diele, dessen frei stehender Giebel über Knaggen weit vorkragt. Im 19. Jahrhundert wurde das Gebäude zur Straße hin um 1/2 Fach verbreitert. | 31324652 |                |
| Lange Straße 63 52° 10′ 7″ N, 9° 14′ 56″ O                           | Wohnhaus                                                         | Das 1563 bezeichnete Dielenhaus ist mit Fächerrosetten verziert. | 31324671 |                |
| Lange Straße 77 52° 10′ 7″ N, 9° 15′ 1″ O                            | Traufenhaus                                                      | Schlichtes Fachwerk-Traufenhaus mit seitlicher Durchfahrt, erbaut 1825 | 31324694 |                |
| Lange Straße 84 52° 10′ 6″ N, 9° 15′ 1″ O                            | Kaufmannshaus Gelshorn                                           | Stattlicher Bau mit Krüppelwalmdach, dessen Stockwerke einzeln abgezimmert sind. Das zweigeschossige Gebäude wurde 1746 durch den Oldendorfer Bürgermeister und Kaufmann Gelshorn errichtet. In jüngerer Zeit wurde das Erdgeschoss durch Ladeneinbauten stark verändert und die in der linken Hälfte gelegene Diele verbaut. | 31324717 |                |
| Lange Straße 85 52° 10′ 7″ N, 9° 15′ 4″ O                            | Hinterhaus                                                       | Hinterhaus aus Fachwerk, letzter Rest eines um 1500/50 erbauten und 1983 beseitigten Bürgerhauses. | 31324739 |                |
| Lange Straße 90 52° 10′ 6″ N, 9° 15′ 4″ O                            | Wohn-/Wirtschaftsgebäude                                         | 1563 datiert | 31324775 |                |
| Lange Straße 52° 10′ 4″ N, 9° 15′ 11″ O                              | Ehemaliger Kirchenfriedhof, Lange Straße                         | Baudenkmalgruppe | 31305879 |                |
| Lange Straße 52° 10′ 4″ N, 9° 15′ 11″ O                              | Friedhof. (Baudenkmalgruppe: Ehemaliger Kirchenfriedhof)         | | 31324572 |                |
| Lange Straße/Felsenkeller 52° 10′ 7″ N, 9° 15′ 41″ O                 | Ehrenmal                                                         | | 31324797 |                |
| Lange Straße (Bundesstraße 83, km 14,891) 52° 10′ 5″ N, 9° 15′ 57″ O | Kreuzstein                                                       | Sogenannter Gräfinnenstein | 31327338 |                |
| Marktplatz 52° 10′ 3″ N, 9° 14′ 57″ O                                | Rathaus mit Erweiterungen                                        | Baudenkmalgruppe | 31305856 |                |
| Marktplatz 13 52° 10′ 4″ N, 9° 14′ 58″ O                             | Rathaus. (Baudenkmalgruppe: Rathaus mit Erweiterungen)           | Zweigeschossiger Bau mit Eckerker, 1901 in späthistoristischen Formen erbaut. | 31324814 |                |
| Südstraße 25 52° 10′ 4″ N, 9° 14′ 58″ O                              | Wohnhaus. (Baudenkmalgruppe: Rathaus mit Erweiterungen)          | | 31325105 | BW             |
| Weserstraße 1 52° 10′ 3″ N, 9° 14′ 57″ O                             | Wohnhaus. (Baudenkmalgruppe: Rathaus mit Erweiterungen)          | | 31325202 |                |
| Paulstraße 22 52° 10′ 9″ N, 9° 14′ 50″ O                             | Ehemaliges Armenhaus                                             | um 1650/80 erbaut | 31324838 |                |
| Paulstraße 48 52° 10′ 9″ N, 9° 15′ 3″ O                              | Fachwerkscheune                                                  | Lang gestreckter Fachwerkbau, 1840 durch den Gerbereibesitzer Reineking erbaut. | 31324859 |                |
| Rosenstraße/Unter den Tannen 52° 10′ 22″ N, 9° 15′ 2″ O              | Ehrenmal                                                         | | 31324880 |                |
| Schilfstraße 18 52° 10′ 14″ N, 9° 14′ 57″ O                          | Kirche (Bauwerk)                                                 | Die katholische St.-Bonifatius-Kirche, 1950 durch Fritz Schaller erbaut. | 45258734 | Weitere Bilder |
| Schulstraße 52° 10′ 6″ N, 9° 14′ 45″ O                               | Wohnhäuser, Schulstraße 10, 12, 14                               | Baudenkmalgruppe | 31305832 |                |
| Schulstraße 10 52° 10′ 6″ N, 9° 14′ 44″ O                            | Handwerkerhaus. (Baudenkmalgruppe: Schulstraße 10, 12, 14)       | Fachwerkgiebelhaus mit Dielentor und Utlucht, bezeichnet 1607. | 31324901 |                |
| Schulstraße 12 52° 10′ 5″ N, 9° 14′ 44″ O                            | Handwerkerhaus. (Baudenkmalgruppe: Schulstraße 10, 12, 14)       | Giebelständiger Fachwerkbau mit Dielentor und Utlucht, 1608 von Andreas Reineke erbaut. An der Utlucht eine Fächerrosette. | 31324922 |                |
| Schulstraße 14 52° 10′ 5″ N, 9° 14′ 45″ O                            | Armenhaus. (Baudenkmalgruppe: Schulstraße 10, 12, 14)            | Fachwerkgiebelhaus mit Krüppelwalmdach, erbaut 1766/7. 1840 durch den traufständigen Anbau eines Arbeitssaales ergänzt. | 31324943 |                |
| Südstraße 2 52° 10′ 5″ N, 9° 15′ 5″ O                                | Wohnhaus                                                         | Dielenhaus mit Utlucht, bezeichnet 1550 | 31324963 |                |
| Südstraße 15 52° 10′ 3″ N, 9° 15′ 3″ O                               | Mauer                                                            | Ehemaliger Hof von Post. Fachwerkbau des 18. Jahrhunderts mit gemauertem Hoftor als letzter Rest der ursprünglichen Hofumfriedung | 31325086 |                |
| Wallanlage Nord 52° 10′ 12″ N, 9° 14′ 44″ O                          | Wall                                                             | | 31325145 |                |
| Wallanlage Südost 52° 10′ 2″ N, 9° 15′ 7″ O                          | Wall                                                             | | 31325164 |                |
| Wallanlage Südwest 52° 9′ 59″ N, 9° 14′ 47″ O                        | Wall                                                             | | 31325183 |                |
| Weserstraße 52° 10′ 3″ N, 9° 14′ 56″ O                               | Weserstraße 4, 6                                                 | Baudenkmalgruppe | 37089673 |                |
| Weserstraße 6 52° 10′ 3″ N, 9° 14′ 56″ O                             | Geschäftshaus. Lagergebäude (Baudenkmalgruppe: Weserstraße 4, 6) | Repräsentativer Putzbau in Formen des barockisierenden Jugendstils, erbaut 1905. Der ehemals geschwungene Giebel heute verstümmelt. | 37089737 |                |
| Weserstraße 16 52° 10′ 0″ N, 9° 14′ 50″ O                            | Münchhausenhof                                                   | Zweiflügelanlage aus Bruchstein, ab 1583 erbaut. | 31325223 |                |

### Heßlingen
In Heßlingen gibt es diese Baudenkmale.
| Lage                                            | Bezeichnung                                                                       | Beschreibung     | ID       | Bild |
| ----------------------------------------------- | --------------------------------------------------------------------------------- | ---------------- | -------- | ---- |
| Fuhler Straße 2 52° 8′ 56″ N, 9° 13′ 25″ O      | Scheune                                                                           |                  | 31324188 | BW   |
| Fuhler Straße 3 52° 8′ 57″ N, 9° 13′ 28″ O      | Teile einer Hofanlage Fuhler Straße                                               | Baudenkmalgruppe | 31305678 | BW   |
| Fuhler Straße 3 52° 8′ 58″ N, 9° 13′ 28″ O      | Wohn-/Wirtschaftsgebäude. (Baudenkmalgruppe: Teile einer Hofanlage Fuhler Straße) |                  | 31324209 | BW   |
| Fuhler Straße 3 52° 8′ 57″ N, 9° 13′ 29″ O      | Scheune. (Baudenkmalgruppe: Teile einer Hofanlage Fuhler Straße)                  |                  | 31324229 | BW   |
| Kapellenstraße 52° 8′ 47″ N, 9° 13′ 11″ O       | Kapelle (Bauwerk)                                                                 |                  | 31324250 | BW   |
| Kapellenstraße 52° 8′ 48″ N, 9° 13′ 11″ O       | Kriegerdenkmal                                                                    |                  | 31324269 | BW   |
| Landmannstraße 5 52° 8′ 51″ N, 9° 13′ 8″ O      | Wohn-/Wirtschaftsgebäude                                                          |                  | 31324289 | BW   |
| Sonnentalstraße 12 52° 8′ 54″ N, 9° 13′ 15″ O   | Hofanlage Sonnentalstraße 12                                                      | Baudenkmalgruppe | 31305667 | BW   |
| Sonnentalstraße 12 52° 8′ 54″ N, 9° 13′ 14″ O   | Scheune. (Baudenkmalgruppe: Hofanlage Sonnentalstraße 12)                         |                  | 31324367 | BW   |
| Sonnentalstraße 12 52° 8′ 54″ N, 9° 13′ 15″ O   | Wirtschaftsgebäude. (Baudenkmalgruppe: Hofanlage Sonnentalstraße 12)              |                  | 31324387 | BW   |
| Sonnentalstraße 12 52° 8′ 54″ N, 9° 13′ 15″ O   | Wohnhaus. (Baudenkmalgruppe: Hofanlage Sonnentalstraße 12)                        |                  | 31324347 | BW   |
| Sonnentalstraße 16 A 52° 8′ 52″ N, 9° 13′ 11″ O | Wohn-/Wirtschaftsgebäude                                                          |                  | 31324326 | BW   |

### Höfingen
In Höfingen gibt es diese Baudenkmale.
| Lage                                           | Bezeichnung              | Beschreibung | ID       | Bild |
| ---------------------------------------------- | ------------------------ | ------------ | -------- | ---- |
| Im Kloster 2 52° 9′ 47″ N, 9° 19′ 1″ O         | Wohn-/Wirtschaftsgebäude |              | 31325600 | BW   |
| Im Wiesenthal 52° 9′ 37″ N, 9° 19′ 9″ O        | Kriegsmahnmal            |              | 31325244 | BW   |
| Nährenbachstraße 10 52° 9′ 44″ N, 9° 18′ 58″ O | Wohnhaus                 |              | 31325265 | BW   |
| Neue Heerstraße 12 52° 9′ 47″ N, 9° 19′ 3″ O   | Wohnhaus                 |              | 31325286 | BW   |
| Neue Heerstraße 19 52° 9′ 47″ N, 9° 19′ 6″ O   | Gasthaus                 |              | 31325307 | BW   |
| Neue Heerstraße 35 52° 9′ 44″ N, 9° 19′ 15″ O  | Wohnhaus                 |              | 31325328 | BW   |

### Kleinenwieden
In Kleinenwieden gibt es diese Baudenkmale.
| Lage                                                    | Bezeichnung                                                                        | Beschreibung | ID       | Bild |
| ------------------------------------------------------- | ---------------------------------------------------------------------------------- | --- | -------- | ---- |
| Kleinenwieden 52° 10′ 44″ N, 9° 9′ 46″ O                | Kriegsmahnmal                                                                      | Ornamentierter Steinblock auf dreistufigem Sockel zur Erinnerung an die Gefallenen des Ersten Weltkrieges. Links und rechts zwei Findlinge mit Namenstafeln der Gefallenen des Zweiten Weltkrieges. | 31325349 | BW   |
| Kleinenwieden 19 52° 10′ 38″ N, 9° 9′ 53″ O             | Hofanlage Kleinenwieden 19                                                         | Baudenkmalgruppe | 31305700 | BW   |
| Kleinenwieden 19a 52° 10′ 38″ N, 9° 9′ 52″ O            | ehemaliges Wohn/Wirtschaftsgebäude. (Baudenkmalgruppe: Hofanlage Kleinenwieden 19) | Zweigeschossiger Fachwerkbau in Vierständerbauweise. Erbaut 1851. | 31325369 | BW   |
| Kleinenwieden 19. Alte Nr. 5 52° 10′ 37″ N, 9° 9′ 52″ O | ehemaliges Wohn/Wirtschaftsgebäude. (Baudenkmalgruppe: Hofanlage Kleinenwieden 19) | Zweigeschossiger Fachwerkbau in Vierständerbauweise. Erbaut 1860, Queranbau mit Quereinfahrt erbaut 1865.                                                                                           | 31325393 | BW   |
| Kleinenwieden 37 52° 10′ 42″ N, 9° 9′ 43″ O             | ehemaliges Wohn/Wirtschaftsgebäude                                                 | Zweigeschossiger Fachwerkbau in Vierständerbauweise. Erbaut 1759. Wissenschaftliche Bedeutung mit Seltenheitswert.                                                                                  | 31325413 | BW   |

### Krückeberg
In Krückeberg gibt es diese Baudenkmale.
| Lage                                     | Bezeichnung                                                         | Beschreibung        | ID       | Bild |
| ---------------------------------------- | ------------------------------------------------------------------- | ------------------- | -------- | ---- |
| Krückeberg 52° 10′ 5″ N, 9° 16′ 22″ O    | Kirche (Bauwerk)                                                    | St. Petri Kirche    | 31325455 |      |
| Krückeberg 52° 10′ 5″ N, 9° 16′ 22″ O    | Grabdenkmal                                                         |                     | 31325476 | BW   |
| Krückeberg 9 52° 10′ 8″ N, 9° 16′ 22″ O  | Hofanlage Krückeberg 9                                              | Baudenkmalgruppe    | 31305655 |      |
| Hollenbach 2 52° 10′ 7″ N, 9° 16′ 21″ O  | Wohn/Wirtschaftsgebäude. (Baudenkmalgruppe: Hofanlage Krückeberg 9) | ehemalige Leibzucht | 31325537 |      |
| Krückeberg 9 52° 10′ 7″ N, 9° 16′ 22″ O  | Wohnhaus. (Baudenkmalgruppe: Hofanlage Krückeberg 9)                |                     | 31325497 |      |
| Krückeberg 9 52° 10′ 8″ N, 9° 16′ 23″ O  | Wirtschaftsgebäude. (Baudenkmalgruppe: Hofanlage Krückeberg 9)      |                     | 31327845 |      |
| Krückeberg 14 52° 10′ 6″ N, 9° 16′ 25″ O | Scheune                                                             |                     | 31325557 |      |

### Lachem
In Lachem gibt es diese Baudenkmale.
| Lage                                                | Bezeichnung                                                                | Beschreibung         | ID       | Bild |
| --------------------------------------------------- | -------------------------------------------------------------------------- | -------------------- | -------- | ---- |
| Am Haarbach 17 52° 8′ 23″ N, 9° 16′ 11″ O           | Wohnhaus                                                                   | ehemalige Leibzucht  | 31325579 | BW   |
| Lachemer Dorfstraße 52° 8′ 27″ N, 9° 16′ 16″ O      | Grabmal                                                                    | Krückeberg/Traupe    | 31325622 | BW   |
| Lachemer Dorfstraße 17 a 52° 8′ 29″ N, 9° 16′ 20″ O | Wohnhaus                                                                   | ehemalige Leibzucht  | 31325644 | BW   |
| Lachem 52° 8′ 24″ N, 9° 16′ 22″ O                   | Lachemer Dorfstraße/Thiewall                                               | Baudenkmalgruppe     | 31305983 | BW   |
| Lachemer Dorfstraße 23 52° 8′ 25″ N, 9° 16′ 21″ O   | Wohn-/Wirtschaftsgebäude. (Baudenkmalgruppe: Lachemer Dorfstraße/Thiewall) |                      | 31325665 | BW   |
| Lachemer Dorfstraße 27 52° 8′ 24″ N, 9° 16′ 20″ O   | Wohnhaus. (Baudenkmalgruppe: Lachemer Dorfstraße/Thiewall)                 |                      | 31325686 | BW   |
| Lachemer Dorfstraße 33 52° 8′ 23″ N, 9° 16′ 19″ O   | Scheune. (Baudenkmalgruppe: Lachemer Dorfstraße/Thiewall)                  |                      | 31325707 | BW   |
| Lachemer Dorfstraße 35 a 52° 8′ 21″ N, 9° 16′ 18″ O | Wohn-/Wirtschaftsgebäude                                                   |                      | 31325728 | BW   |
| Thiewall 1 52° 8′ 27″ N, 9° 16′ 23″ O               | Wohn-/Wirtschaftsgebäude. (Baudenkmalgruppe: Lachemer Dorfstraße/Thiewall) |                      | 31325749 | BW   |
| Thiewall 2 52° 8′ 25″ N, 9° 16′ 21″ O               | Wohnhaus. (Baudenkmalgruppe: Lachemer Dorfstraße/Thiewall)                 |                      | 31325770 | BW   |
| Thiewall 4 52° 8′ 25″ N, 9° 16′ 23″ O               | Wohnhaus. (Baudenkmalgruppe: Lachemer Dorfstraße/Thiewall)                 |                      | 31325791 | BW   |
| Thiewall 6 52° 8′ 24″ N, 9° 16′ 23″ O               | Wohn-/Geschäftshaus. (Baudenkmalgruppe: Lachemer Dorfstraße/Thiewall)      |                      | 31325812 | BW   |
| Thiewall 8 52° 8′ 24″ N, 9° 16′ 24″ O               | Wohn-/Wirtschaftsgebäude. (Baudenkmalgruppe: Lachemer Dorfstraße/Thiewall) |                      | 31325832 | BW   |
| Thiewall 10 52° 8′ 23″ N, 9° 16′ 22″ O              | Wohnhaus. (Baudenkmalgruppe: Lachemer Dorfstraße/Thiewall)                 |                      | 31325852 | BW   |
| Thiewall 11 52° 8′ 22″ N, 9° 16′ 25″ O              | Wohnhaus. (Baudenkmalgruppe: Lachemer Dorfstraße/Thiewall)                 |                      | 31325873 | BW   |
| Thiewall 12 52° 8′ 23″ N, 9° 16′ 23″ O              | Wohnhaus. (Baudenkmalgruppe: Lachemer Dorfstraße/Thiewall)                 | Postamt              | 31325894 | BW   |
| Thiewall 13 52° 8′ 22″ N, 9° 16′ 26″ O              | Wohn-/Wirtschaftsgebäude. (Baudenkmalgruppe: Lachemer Dorfstraße/Thiewall) |                      | 31325914 | BW   |
| Thiewall 15 52° 8′ 21″ N, 9° 16′ 27″ O              | Schule. (Baudenkmalgruppe: Lachemer Dorfstraße/Thiewall)                   |                      | 31325934 | BW   |
| Thiewall 21 52° 8′ 21″ N, 9° 16′ 25″ O              | Kirche (Bauwerk). (Baudenkmalgruppe: Lachemer Dorfstraße/Thiewall)         | St.-Paulus-Kirche    | 31325955 | BW   |
| Thiewall 23 52° 8′ 21″ N, 9° 16′ 23″ O              | Wohnhaus. (Baudenkmalgruppe: Lachemer Dorfstraße/Thiewall)                 |                      | 31325976 | BW   |
| Thiewall 25 52° 8′ 22″ N, 9° 16′ 22″ O              | Scheune. (Baudenkmalgruppe: Lachemer Dorfstraße/Thiewall)                  |                      | 31326017 | BW   |
| Thiewall 25 52° 8′ 21″ N, 9° 16′ 23″ O              | Pfarrhaus. (Baudenkmalgruppe: Lachemer Dorfstraße/Thiewall)                |                      | 31325997 | BW   |
| Vogteistraße 7 52° 8′ 17″ N, 9° 16′ 18″ O           | Ehemalige Amtsvogtei, Vogteistraße 7                                       | Baudenkmalgruppe     | 31305993 | BW   |
| Vogteistraße 7 52° 8′ 18″ N, 9° 16′ 17″ O           | Einfriedungen. (Baudenkmalgruppe: Ehemalige Amtsvogtei)                    |                      | 31326076 | BW   |
| Vogteistraße 7 52° 8′ 16″ N, 9° 16′ 19″ O           | Scheune. (Baudenkmalgruppe: Ehemalige Amtsvogtei)                          |                      | 31326058 | BW   |
| Vogteistraße 7 52° 8′ 18″ N, 9° 16′ 18″ O           | Wohnhaus. (Baudenkmalgruppe: Ehemalige Amtsvogtei)                         | Ehemalige Amtsvogtei | 31326037 | BW   |

### Langenfeld
In Langenfeld gibt es diese Baudenkmale.
| Lage                                           | Bezeichnung        | Beschreibung          | ID       | Bild |
| ---------------------------------------------- | ------------------ | --------------------- | -------- | ---- |
| Riesenbergstraße 52° 12′ 55″ N, 9° 17′ 28″ O   | Kriegsmahnmal      |                       | 31326095 | BW   |
| Zur Höllenmühle 26 52° 12′ 43″ N, 9° 17′ 18″ O | Mühle (Baukomplex) | ehemalige Höllenmühle | 31326116 |      |

### Pötzen
In Pötzen gibt es diese Baudenkmale.
| Lage                                                   | Bezeichnung                                                                   | Beschreibung        | ID       | Bild |
| ------------------------------------------------------ | ----------------------------------------------------------------------------- | ------------------- | -------- | ---- |
| Alte Berliner Heerstraße 52° 9′ 34″ N, 9° 20′ 55″ O    | Kriegsmahnmal                                                                 |                     | 31326137 | BW   |
| Alte Berliner Heerstraße 52° 9′ 33″ N, 9° 20′ 59″ O    | Brücke (Bauwerk)                                                              |                     | 31326156 | BW   |
| Alte Berliner Heerstraße 31 52° 9′ 35″ N, 9° 21′ 13″ O | Wohn-/Wirtschaftsgebäude                                                      |                     | 31326177 | BW   |
| Alte Berliner Heerstraße 44 52° 9′ 35″ N, 9° 21′ 26″ O | Wohn-/Wirtschaftsgebäude                                                      |                     | 31326198 | BW   |
| Alte Berliner Heerstraße 46 52° 9′ 34″ N, 9° 21′ 26″ O | Hofanlage Alte Berliner Heerstraße 46                                         | Baudenkmalgruppe    | 31305799 | BW   |
| Alte Berliner Heerstraße 46 52° 9′ 34″ N, 9° 21′ 25″ O | Scheune. (Baudenkmalgruppe: Hofanlage Alte Berliner Heerstraße 46)            |                     | 31326261 | BW   |
| Alte Berliner Heerstraße 46 52° 9′ 34″ N, 9° 21′ 26″ O | Wirtschaftsgebäude. (Baudenkmalgruppe: Hofanlage Alte Berliner Heerstraße 46) |                     | 31326241 | BW   |
| Alte Berliner Heerstraße 46 52° 9′ 34″ N, 9° 21′ 27″ O | Wohnhaus. (Baudenkmalgruppe: Hofanlage Alte Berliner Heerstraße 46)           |                     | 31326219 | BW   |
| Alte Berliner Heerstraße 58 52° 9′ 34″ N, 9° 21′ 34″ O | Hofanlage Alte Berliner Heerstraße 58                                         | Baudenkmalgruppe    | 31305788 | BW   |
| Alte Berliner Heerstraße 58 52° 9′ 34″ N, 9° 21′ 33″ O | Scheune. (Baudenkmalgruppe: Hofanlage Alte Berliner Heerstraße 58)            |                     | 31326302 | BW   |
| Alte Berliner Heerstraße 58 52° 9′ 34″ N, 9° 21′ 34″ O | Stall. (Baudenkmalgruppe: Hofanlage Alte Berliner Heerstraße 58)              |                     | 31326322 | BW   |
| Alte Berliner Heerstraße 58 52° 9′ 34″ N, 9° 21′ 35″ O | Wohnhaus. (Baudenkmalgruppe: Hofanlage Alte Berliner Heerstraße 58)           | Schützenhaus Pötzen | 31326282 | BW   |
| Haddesser Straße 2 52° 9′ 37″ N, 9° 21′ 24″ O          | Wohnhaus                                                                      |                     | 31327685 | BW   |
| Zum Borberg 4 52° 9′ 39″ N, 9° 21′ 20″ O               | Wohn-/Wirtschaftsgebäude                                                      |                     | 31326363 | BW   |
| Pötzer Landwehr 6 52° 9′ 22″ N, 9° 22′ 3″ O            | Wohn-/Wirtschaftsgebäude                                                      |                     | 31326342 | BW   |

### Rohden
In Rohden gibt es diese Baudenkmale.
| Lage                                            | Bezeichnung                                                                            | Beschreibung | ID       | Bild |
| ----------------------------------------------- | -------------------------------------------------------------------------------------- | --- | -------- | ---- |
| Bulte 52° 11′ 54″ N, 9° 14′ 57″ O               | Brücke                                                                                 | Tonnengewölbe, Stirnseiten und Brüstung aus Sandsteinquadern. Erbaut in der zweiten Hälfte des 19. Jahrhunderts.                                                                                                 | 31326384 | BW   |
| Bulte 52° 11′ 54″ N, 9° 14′ 59″ O               | Kriegsmahnmal                                                                          | Soldatengruppe auf breitem Sockel. Eine Tafel erinnert an die Kriege seit 1870/71. Würfelförmiger Sandsteinsockel, Figurenensemble aus Sandstein. Namenstafeln zur Erinnerung an die Gefallenen der drei Kriege. | 31326405 | BW   |
| Driftstraße 21 A 52° 11′ 35″ N, 9° 14′ 4″ O     | Wohn/Wirtschaftsgebäude                                                                | Zweigeschossiger Fachwerkbau in Vierständerbauweise. Erbaut Mitte des 19. Jahrhunderts. |          | BW   |
| Ellerbachstraße 98 52° 11′ 35″ N, 9° 14′ 37″ O  | Hofanlage Ellerbachstraße 98                                                           | Baudenkmalgruppe | 31305722 | BW   |
| Ellerbachstraße 98 52° 11′ 35″ N, 9° 14′ 38″ O  | Scheune. (Baudenkmalgruppe: Hofanlage Ellerbachstraße 98)                              | Fachwerkbau mit mittiger Längseinfahrt. Erbaut Mitte des 19. Jahrhunderts. | 31326445 | BW   |
| Ellerbachstraße 98 52° 11′ 35″ N, 9° 14′ 37″ O  | Wohn/Wirtschaftsgebäude. (Baudenkmalgruppe: Hofanlage Ellerbachstraße 98)              | Zweistöckiger Fachwerkbau mit mittiger Längsdiele, Hallenhaustyp. Erbaut 1866. | 31326465 | BW   |
| Ellerbachstraße 101 52° 11′ 38″ N, 9° 14′ 38″ O | Wohn/Wirtschaftsgebäude                                                                | Eingeschossiger Fachwerkbau mit mittiger Längsdiele. Erbaut 1732. | 31326485 | BW   |
| Ellerbachstraße 117 52° 11′ 47″ N, 9° 14′ 45″ O | Hofanlage Ellerbachstraße 117                                                          | Baudenkmalgruppe | 31305733 | BW   |
| Ellerbachstraße 117 52° 11′ 47″ N, 9° 14′ 45″ O | Wohn/Wirtschaftsgebäude (Haupthaus). (Baudenkmalgruppe: Hofanlage Ellerbachstraße 117) | Zweigeschossiger Fachwerkbau, zum Teil massiv ersetzt, in Vierständerbauweise. Erbaut 1833. | 31326506 | BW   |
| Ellerbachstraße 117 52° 11′ 47″ N, 9° 14′ 45″ O | Wohn/Wirtschaftsgebäude (Leibzucht). (Baudenkmalgruppe: Hofanlage Ellerbachstraße 117) | Zweigeschossiger Fachwerkbau in Vierständerbauweise. Erbaut 1854. | 31326526 | BW   |
| Ellerbachstraße 117 52° 11′ 47″ N, 9° 14′ 45″ O | Scheune. (Baudenkmalgruppe: Hofanlage Ellerbachstraße 117)                             | Ziegelbau mit mittiger Längseinfahrt. Erbaut in der zweiten Hälfte des 19. Jahrhunderts. | 31326546 | BW   |
| Ellerbachstraße 117 52° 11′ 47″ N, 9° 14′ 45″ O | Backhaus. (Baudenkmalgruppe: Hofanlage Ellerbachstraße 117)                            | Fachwerk-/Ziegelbau. Erbaut in der zweiten Hälfte des 19. Jahrhunderts. | 31326566 | BW   |
| Schratbrink 52° 11′ 23″ N, 9° 14′ 28″ O         | Kalkbrennofen                                                                          | Bauwerk aus Kalkbruchsteinen mit Schornsteinaufbau aus Ziegeln. Erbaut um 1929. | 31326586 | BW   |
| Steineiche 14 52° 11′ 39″ N, 9° 14′ 38″ O       | Wohn/Wirtschaftsgebäude                                                                | Zweigeschossiger Fachwerkbau in Vierständerbauweise. Erbaut 1835. | 31326609 | BW   |

### Rumbeck
In Rumbeck gibt es diese Baudenkmale.
| Lage                                         | Bezeichnung                                                             | Beschreibung     | ID       | Bild |
| -------------------------------------------- | ----------------------------------------------------------------------- | ---------------- | -------- | ---- |
| Am Forstamt 2 52° 9′ 25″ N, 9° 12′ 0″ O      | Wohnhaus                                                                |                  | 31326630 | BW   |
| Am Forstamt 3 52° 9′ 25″ N, 9° 12′ 3″ O      | Schule                                                                  |                  | 31326651 | BW   |
| Am Weserbogen 52° 9′ 16″ N, 9° 12′ 33″ O     | Kriegsmahnmal                                                           |                  | 31326673 | BW   |
| Auf der Worth 2 52° 9′ 29″ N, 9° 11′ 54″ O   | Hofanlage Auf der Worth 2                                               | Baudenkmalgruppe | 31305689 | BW   |
| Auf der Worth 2 52° 9′ 29″ N, 9° 11′ 55″ O   | Wohn-/Wirtschaftsgebäude. (Baudenkmalgruppe: Hofanlage Auf der Worth 2) |                  | 31326692 | BW   |
| Auf der Worth 2 52° 9′ 29″ N, 9° 11′ 53″ O   | Wohn-/Wirtschaftsgebäude. (Baudenkmalgruppe: Hofanlage Auf der Worth 2) |                  | 31326711 | BW   |
| Friedrichstraße 1 52° 9′ 23″ N, 9° 11′ 48″ O | Wohn-/Wirtschaftsgebäude                                                |                  | 31326730 | BW   |
| Friedrichstraße 5 52° 9′ 24″ N, 9° 11′ 46″ O | Wohnhaus                                                                |                  | 31326751 | BW   |
| Im Ellern 6 52° 9′ 0″ N, 9° 11′ 38″ O        | Wohn-/Wirtschaftsgebäude                                                |                  | 31326770 | BW   |
| Schmiedeweg 3 52° 9′ 27″ N, 9° 11′ 57″ O     | Wohnhaus                                                                |                  | 31326791 | BW   |

### Segelhorst
In Segelhorst gibt es diese Baudenkmale.
| Lage                                        | Bezeichnung             | Beschreibung                                                      | ID       | Bild |
| ------------------------------------------- | ----------------------- | ----------------------------------------------------------------- | -------- | ---- |
| 1848er Straße 12 52° 11′ 11″ N, 9° 15′ 8″ O | Wohn/Wirtschaftsgebäude | Zweigeschossiger Fachwerkbau in Vierständerbauweise. Erbaut 1854. | 31326812 | BW   |
| Wolfstraße 52° 11′ 15″ N, 9° 15′ 16″ O      | Kriegsmahnmal           | Hohes Postament mit Aufbau. Erbaut in den 1920er Jahren.          | 31326866 | BW   |
| Wolfstraße 4 52° 11′ 14″ N, 9° 15′ 15″ O    | evangelische Kirche     | Gotische, grob verputzte Hallenkirche mit älterem Westturm.       | 31326847 | BW   |

### Weibeck
In Weibeck gibt es diese Baudenkmale.
| Lage                                          | Bezeichnung                                                                | Beschreibung     | ID       | Bild |
| --------------------------------------------- | -------------------------------------------------------------------------- | ---------------- | -------- | ---- |
| Rittergut Stau 52° 9′ 18″ N, 9° 17′ 6″ O      | Herrenhaus (Bauwerk)                                                       |                  | 31326946 |      |
| Rittergut Stau 52° 9′ 19″ N, 9° 17′ 6″ O      | Brunnen                                                                    |                  | 31326925 | BW   |
| Rittergutstraße 52° 9′ 35″ N, 9° 17′ 10″ O    | Kirche (Bauwerk)                                                           | Lukas-Kirche     | 31326967 | BW   |
| Rittergutstraße 18 52° 9′ 37″ N, 9° 17′ 11″ O | Pfarrhaus                                                                  |                  | 31326989 | BW   |
| Rittergutstraße 36 52° 9′ 32″ N, 9° 17′ 14″ O | Hofanlage Rittergutstraße 36                                               | Baudenkmalgruppe | 31305810 | BW   |
| Rittergutstraße 36 52° 9′ 32″ N, 9° 17′ 13″ O | Scheune. (Baudenkmalgruppe: Hofanlage Rittergutstraße 36)                  |                  | 31327032 | BW   |
| Rittergutstraße 36 52° 9′ 32″ N, 9° 17′ 15″ O | Scheune. (Baudenkmalgruppe: Hofanlage Rittergutstraße 36)                  |                  | 31327053 | BW   |
| Rittergutstraße 36 52° 9′ 31″ N, 9° 17′ 14″ O | Wohnhaus. (Baudenkmalgruppe: Hofanlage Rittergutstraße 36)                 |                  | 31327010 | BW   |
| Rittergutstraße 44 52° 9′ 33″ N, 9° 17′ 19″ O | Hofanlage Rittergutstraße 44                                               | Baudenkmalgruppe | 31305821 | BW   |
| Rittergutstraße 44 52° 9′ 34″ N, 9° 17′ 19″ O | Scheune. (Baudenkmalgruppe: Hofanlage Rittergutstraße 44)                  |                  | 31327094 | BW   |
| Rittergutstraße 44 52° 9′ 33″ N, 9° 17′ 18″ O | Wohn-/Wirtschaftsgebäude. (Baudenkmalgruppe: Hofanlage Rittergutstraße 44) |                  | 31327074 | BW   |

### Welsede
In Welsede gibt es diese Baudenkmale.
| Lage                                                  | Bezeichnung             | Beschreibung | ID       | Bild |
| ----------------------------------------------------- | ----------------------- | --- | -------- | ---- |
| Eichstraße 18 52° 11′ 8″ N, 9° 12′ 47″ O              | Wohn/Wirtschaftsgebäude | Zweigeschossiger Fachwerkbau in Vierständerbauweise. Erbaut 1842. | 31327114 | BW   |
| In der Rehre 52° 11′ 19″ N, 9° 12′ 44″ O              | Kriegsmahnmal           | Halbkreisförmige Anlage. Integriert sind die Denkmäler für die Gefallenen der Kriege 1870/71 (Obelisk), Erster Weltkrieg (Obelisk) und Zweiter Weltkrieg (3 Tafeln). | 31327156 | BW   |
| Bundesstraße 83, km 8,735 52° 11′ 21″ N, 9° 11′ 56″ O | Grenzstein              | Grenzstein mit quadratischem Querschnitt unter geglättetem Zeltdach. An der Grenze der ehemaligen preußischen Kreise Hameln-Pyrmont und Grafschaft Schaumburg.       | 31327380 | BW   |

### Wickbolsen
In Wickbolsen gibt es diese Baudenkmale.
| Lage                                          | Bezeichnung                                                        | Beschreibung        | ID       | Bild |
| --------------------------------------------- | ------------------------------------------------------------------ | ------------------- | -------- | ---- |
| Zum Bärengrund 12 52° 10′ 30″ N, 9° 17′ 59″ O | Wohn-/Wirtschaftsgebäude                                           | ehemalige Leibzucht | 31327175 | BW   |
| Zum Bärengrund 34 52° 10′ 36″ N, 9° 18′ 9″ O  | Hofanlage Wickbolsen                                               | Baudenkmalgruppe    | 31305755 | BW   |
| Zum Bärengrund 34 52° 10′ 36″ N, 9° 18′ 8″ O  | Wohn-/Wirtschaftsgebäude. (Baudenkmalgruppe: Hofanlage Wickbolsen) |                     | 31327196 | BW   |
| Zum Bärengrund 34 52° 10′ 36″ N, 9° 18′ 9″ O  | Scheune. (Baudenkmalgruppe: Hofanlage Wickbolsen)                  |                     | 31327216 | BW   |

### Zersen
In Zersen gibt es diese Baudenkmale.
| Lage                                               | Bezeichnung                                          | Beschreibung     | ID       | Bild |
| -------------------------------------------------- | ---------------------------------------------------- | ---------------- | -------- | ---- |
| Am Blutbach 26 52° 10′ 50″ N, 9° 17′ 40″ O         | Wohnhaus                                             |                  | 31327256 | BW   |
| Kneippstraße 52° 10′ 54″ N, 9° 17′ 47″ O           | Hofanlage Kneippstraße                               | Baudenkmalgruppe | 31305744 | BW   |
| Kneippstraße 6 52° 10′ 54″ N, 9° 17′ 47″ O         | Scheune. (Baudenkmalgruppe: Hofanlage Kneippstraße)  |                  | 31327297 | BW   |
| Kneippstraße 6 52° 10′ 54″ N, 9° 17′ 47″ O         | Wohnhaus. (Baudenkmalgruppe: Hofanlage Kneippstraße) |                  | 31327277 | BW   |
| Süntel 52° 11′ 32″ N, 9° 18′ 38″ O                 | Kreuzstein                                           |                  | 31327236 | BW   |
| Zwischen den Brücken 2 52° 10′ 51″ N, 9° 17′ 36″ O | Wohn-/Wirtschaftsgebäude                             |                  | 31327317 | BW   |
| Zwischen den Brücken 6 52° 10′ 52″ N, 9° 17′ 39″ O | Wohn-/Wirtschaftsgebäude                             |                  | 31327865 | BW   |

## Abgegangene Baudenkmale
Verzeichnet sind Bauten, die früher unter Denkmalschutz standen, heute aber aus diversen Gründen (z. B. Brand, Abbruch) nicht mehr existieren.

| Lage                                     | Bezeichnung                                        | Beschreibung | ID       | Bild |
| ---------------------------------------- | -------------------------------------------------- | --- | -------- | ---- |
| Weserstraße 4 52° 10′ 3″ N, 9° 14′ 56″ O | Haus Pörtner. (Baudenkmalgruppe: Weserstraße 4, 6) | Klassizistisches Fachwerk-Traufenhaus mit flachem Dreiecksgiebel. Das Erdgeschoss durch Ladeneinbau beeinträchtigt. Abbruch im Mai 2022. | 36841573 |      |